# Miss Raisa
Imane Raissali Salah, més coneguda pel nom artístic de Miss Raisa (Tànger, 1996) és una artista catalana d'origen marroquí. És una compositora d'estil hip-hop que destaca per unes lletres contestatàries i amb alt contingut social sobre el racisme, religió, gènere, llibertat d'expressió i integració.
Nascuda a Tànger, va establir-se amb la seva família al barri de la Barceloneta amb 8 anys. Als catorze anys, a l'institut, va entrar en contacte amb la cultura del hip-hop. Compromesa amb qüestions socials escriu cançons que trenquen estereotips. Des de 2019 crea música dins del moviment Hip hop.
A Miss Raisa se li ha qüestionat portar el vel i quan se'l va treure a l'estiu del 2022, perquè ja no se sentia identificada amb el que representava, se la va criticar des de la comunitat musulmana i feminista. El feminisme per Miss Raisa és la defensa dels drets i les llibertats de totes les dones: musulmanes, racialitzades, etc. Ha arribat a rebre amenaces de mort a les xarxes socials sobretot arran d'un vídeo que va publicar en què donava suport al col·lectiu LGTBIQ+.
És autora del poemari Pondré los colores (Montena, 2022) i del manifest biogràfic Porque me da la gana (Lunwerg, 2022). Ha estat guardonada ‘Veu de l'any 2023’ en els Premis Drac (RAC1), també ha estat ‘Premi de Cultura 2022’ en els Premis Continuarà de Cultura emesos per RTVE i a més s'ha fet amb el Premi a la Diversitat i Inclusió 2022’ per la plataforma de TikTok.

## Obra
- Porque me da la gana, una vida contra los prejuicios. (Lunwerg - Grupo Planeta, 2022)
- Pondré los colores (Montena - Penguin Random House, 2022)

## Premis i distincions
- Premio a la Diversidad e inclusión (TikTok, 2022)
- Premis Continuarà de Cultura (RTVE, 2022)[6]
- Voz del año (RAC1, 2023)